# Władimir Kiszkin
Władimir Aleksandrowicz Kiszkin (ros. Владимир Александрович Кишкин, ur. 1883 w Kowrowie, zm. 8 lutego 1938) – Rosjanin, radziecki polityk i funkcjonariusz służb specjalnych, szef Wydziału Transportowego Głównego Zarządu Bezpieczeństwa Państwowego (1934-1935), zastępca ludowego komisarza komunikacji drogowej ZSRR (1931-1933 i 1935-1937).

## Życiorys
Ukończył gimnazjum we Włodzimierzu, 1902-1904 uczył się w Uczelni Inżynierów Morskich w Kronsztadzie, 1904-1912 studiował na Wydziale Prawnym Uniwersytetu Petersburskiego, podczas studiów związał się z grupą anarchokomunistyczną, po studiach był pomocnikiem kierownika biura kinematograficznego w Petersburgu, był 2 razy aresztowany za działalność rewolucyjną w Petersburgu. Od października 1915 w rosyjskiej armii, 1917 podczas bitwy pod Rygą został ranny i od października 1917 do maja 1918 przebywał w niemieckiej niewoli, po zwolnieniu służył we Flocie Bałtyckiej, od października 1918 członek RKP(b)/WKP(b). Pracował w piotrogrodzkim komitecie wykonawczym, 1919 brał udział w walkach z armią Judenicza, w listopadzie-grudniu 1919 kierownik oddziału milicji Rady Piotrogrodzkiej, od stycznia do sierpnia 1920 członek Kolegium Piotrogrodzkiej Policji Sądowej, a od sierpnia 1920 do lipca 1921 jej przewodniczący. Od 3 września 1921 funkcjonariusz Czeki w Niżnym Nowogrodzie, od lipca do 1 grudnia 1922 szef Sekcji Tajno-Operacyjnej Wydziału Transportowego GPU w Moskwie, od 1 grudnia 1922 do 1 listopada 1925 II zastępca Wydziału Transportowego OGPU ZSRR, od 1 listopada 1925 do 1 stycznia 1931 pomocnik szefa Wydziału Transportowego OGPU ZSRR, od 1 stycznia do 7 października 1931 ponownie zastępca szefa, a od 7 do 17 października 1931 szef tego wydziału. Od 14 października 1931 do 19 lipca 1933 i ponownie od 4 sierpnia 1935 do 10 maja 1937 zastępca ludowego komisarza komunikacji drogowej ZSRR. Od 8 maja 1933 do 10 lipca 1934 szef Wydziału Transportowego OGPU ZSRR, od 10 lipca 1934 do 27 marca 1935 szef Wydziału Transportowego Głównego Zarządu Bezpieczeństwa Państwowego. 
17 czerwca 1937 aresztowany, 8 lutego 1938 skazany na śmierć przez Wojskowe Kolegium Sądu Najwyższego ZSRR i rozstrzelany. 7 lipca 1956 pośmiertnie zrehabilitowany.

## Odznaczenia
- Order Lenina (27 marca 1932)
- Order Czerwonego Sztandaru (dwukrotnie - 9 stycznia 1922 i 22 października 1930)
- Order Czerwonego Sztandaru Pracy (4 kwietnia 1936)
- Odznaka "Honorowy Funkcjonariusz Czeki/GPU (V)"
- Odznaka "Honorowy Funkcjonariusz Czeki/GPU (XV)" (20 grudnia 1932)